# Moïse Brou Apanga
Moïse Brou Apanga (Abidjan, 1982. február 2. – Libreville, 2017. április 26.) elefántcsontparti születésű gaboni válogatott labdarúgó, hátvéd.

## Pályafutása

### Klubcsapatban
1999 és 2000 között a FC Politehnica Timișoara, 2000 és 2004 között a Perugia Calcio, 2004-ben a Perugia Calcio, 2004 és 2006 között a Brescia Calcio, 2006 és 2008 között a FC 105 Libreville, 2008 és 2012 között Brest, 2012 és 2017 között a Mangasport és 2017-ben a FC 105 Libreville játékosa volt.

### A válogatottban
2007 és 2013 között 33 alkalommal szerepelt a gaboni válogatottban és egy gólt szerzett.

## Statisztika
2012. május 17-én frissítve
| Szezon      | Klub              | Nemzet        | Bajnokság  | Bajnokság       | Bajnokság | Bajnokság | Bajnokság | Coupe de France | Coupe de France | Gabon           | Gabon |
| Szezon      | Klub              | Nemzet        | Bajnokság  | Pályára lépések | Gólok     | Lapok     | Lapok     | Pályára lépések | Gólok           | Pályára lépések | Gólok |
| ----------- | ----------------- | ------------- | ---------- | --------------- | --------- | --------- | --------- | --------------- | --------------- | --------------- | ----- |
| Szezon      | Klub              | Nemzet        | Bajnokság  | Pályára lépések | Gólok     | Sárga lap | kiállítva | Pályára lépések | Gólok           | Pályára lépések | Gólok |
| 2006 - 2007 | FC 105 Libreville | Gabon         | Division 1 | -               | -         | -         | -         | -               | -               | 2               | 0     |
| 2007 - 2008 | FC 105 Libreville | Gabon         | Division 1 | -               | -         | -         | -         | -               | -               | 6               | 0     |
| 2008 - 2009 | Stade Brestois 29 | Franciaország | Ligue 2    | 22              | 1         | 1         | 0         | 3               | 0               | 7               | 1     |
| 2009 - 2010 | Stade Brestois 29 | Franciaország | Ligue 2    | 31              | 4         | 3         | 0         | 1               | 0               | 5               | 0     |
| 2010 - 2011 | Stade Brestois 29 | Franciaország | Ligue 1    | 30              | 0         | 1         | 0         | 1               | 0               | 5               | 0     |
| 2011 - 2012 | Stade Brestois 29 | Franciaország | Ligue 1    | 0               | 0         | 0         | 0         | 0               | 0               | 4               | 0     |

## Válogatott góljai
| #  | Időpont         | Helyszín                            | Ellenfél | Állás | Végeredmény | Kiírás       |
| -- | --------------- | ----------------------------------- | -------- | ----- | ----------- | ------------ |
| 1. | 2009. június 6. | Stade Omar-Bongo, Libreville, Gabon | Togo     | 3 – 0 | 3 – 0       | Vb-selejtező |

## Halála
2017. április 26-án FC 105 Libreville csapata edzésén egyszer csak összeesett Moise Brou Apanga, korábbi 33-szoros gaboni válogatott labdarúgó. Az elsődleges diagnózis szerint Apanga szívrohamot kapott, életét már nem tudták megmenteni.